# 多鲁佩站
多鲁佩站是叶尔加瓦-利耶帕亚铁路线上的一个火车站；车站建于1934年，因为经营不善的问题该车站于2010年2月15日关闭；到了2016年除了站台以外的其他车站建筑物均被拆除。